# NGC 388
NGC 388 је елиптична галаксија у сазвежђу Рибе која се налази на NGC листи објеката дубоког неба.
Деклинација објекта је + 32° 18' 38" а ректасцензија 1h 7m 47,1s. Привидна величина (магнитуда) објекта NGC 388 износи 14,6 а фотографска магнитуда 15,6. NGC 388 је још познат и под ознакама MCG 5-3-59, CGCG 501-90, ARAK 28, 4ZW 38, Z 0105.0+3202, VV 193, ARP 331, NPM1G +32.0047, PGC 4005.